# Wolfgang Liemberger
Wolfgang Liemberger (* 1972 in Mödling) ist ein österreichischer Drehbuchautor und Filmregisseur.

## Leben
Wolfgang Liemberger studierte zunächst Medizin und wechselte dann zum Studium der Publizistik. Von 1997 bis 2002 lernte er Regie und Drehbuch an  der Filmschule Wien. Sein Abschlussfilm war Das verlorene Kind. Liemberger arbeitete von 1998 bis 2003, teils zeitgleich zu seiner Ausbildung an der Filmschule, als Tutor am Publizistik-Institut der Universität Wien. Er wirkte bei Filmproduktionen als Drehbuchautor und Regisseur sowie in weiteren Funktionen mit.
Liemberger ist Mitglied der Akademie des Österreichischen Films.

## Filmografie
- 2003: Das verlorene Kind (Regie, Produktion), Kamera: Wolfram Zöttl
- 2004: Leben einen Tod lang (Kamera)
- 2008: Echte Wiener – Die Sackbauer-Saga (Co-Drehbuch, zweite Regieassistenz)
- 2010: Echte Wiener 2 – Die Deppat’n und die Gspritzt’n (Co-Drehbuch)
- 2010: Der ewige Dienstmann – Hans Moser im Porträt (Drehbuch, Regie)
- 2013: Franz Antel – Meister der Unterhaltung (Drehbuch, Regie)
- 2013: Blonder Engel (Darsteller)
- 2015: Der Blunzenkönig (Drehbuch)
- 2015: Waltraut Haas – Die Königin der Bernina (Kamera, Ton)
- 2022: Der Herr Karl (Co-Regie, Kamera) zusammen mit Klaus Rott